# Ministre fédéral avec attributions spéciales
Un ministre fédéral à attributions spéciales (Bundesminister für besondere Aufgaben) est un ministre sans portefeuille au sein du Gouvernement fédéral allemand. Il est nommé selon la même procédure que les autres ministres fédéraux, mais sans se voir attribuer de département ministériel en tant que tel. Il peut y en avoir plusieurs au sein du cabinet, comme il peut n’y en avoir aucun ; il y en a un dans le cabinet Merz, le démocrate-chrétien Thorsten Frei, directeur de la chancellerie fédérale.

## Histoire
La fonction a été créée par le chancelier Konrad Adenauer lors de la formation de son deuxième cabinet en 1953. Il avait existé sous la république de Weimar des ministres du Reich sans portefeuille (Reichsminister ohne Geschäftsbereich).
Le but était à l’origine de renforcer le lien entre le Gouvernement fédéral et les partis de la majorité ; furent ainsi nommés Robert Tillmanns pour la CDU, Franz Josef Strauss pour la CSU, Hermann Schäfer pour le FDP et Waldemar Kraft pour le BHE.
Franz Josef Strauß évoque dans ses mémoires ses doutes vis-à-vis de la fonction, à laquelle il avait été nommé après avoir refusé le portefeuille de la famille : « Le ministère extraordinaire me paraissait n’avoir aucun contenu ; ministre chargé de missions spéciales signifiait pour moi plutôt ministre sans missions spéciales. » Il avait ses bureaux dans une maison en face du palais Schaumbourg, louée à une princesse Hohenzollern qui en occupait encore le premier étage, et son équipe était constituée d’un conseiller, d'un secrétaire et d'un chauffeur (« pour compenser en quelque sorte l’absence d’attributions et d’appareil, ma voiture de service portait un fanion ministériel »). « Si l’on considère la charge de travail, conclut-il, ce fut un temps merveilleux. Je touchais un plein traitement de ministre, n’avais pas de responsabilités particulières et disposais d’une large marge de manœuvre. »
Dans la deuxième moitié des années 1960, puis de nouveau à partir des années 1990, il est devenu courant que le directeur de la Chancellerie fédérale reçoive ce titre. Le directeur de la chancellerie assiste aux réunions du cabinet : en tant que tel, il n’a que rang de secrétaire d’État, et ne peut y intervenir ; s’il est également ministre fédéral, c’est-à-dire membre du cabinet, il y siège de plein droit et peut donc prendre la parole. Les deux fonctions sont cependant distinctes, bien que les médias les confondent en parlant d’un « ministre de la Chancellerie » (Kanzleramtsminister).
À l’issue de la réunification, le 3 octobre 1990, quelques ministres sortants de l’ancienne République démocratique allemande sont entrés au cabinet en tant que ministres fédéraux à attributions spéciales ; il n’y sont restés que jusqu’à la fin de la session, en janvier 1991.

## Liste

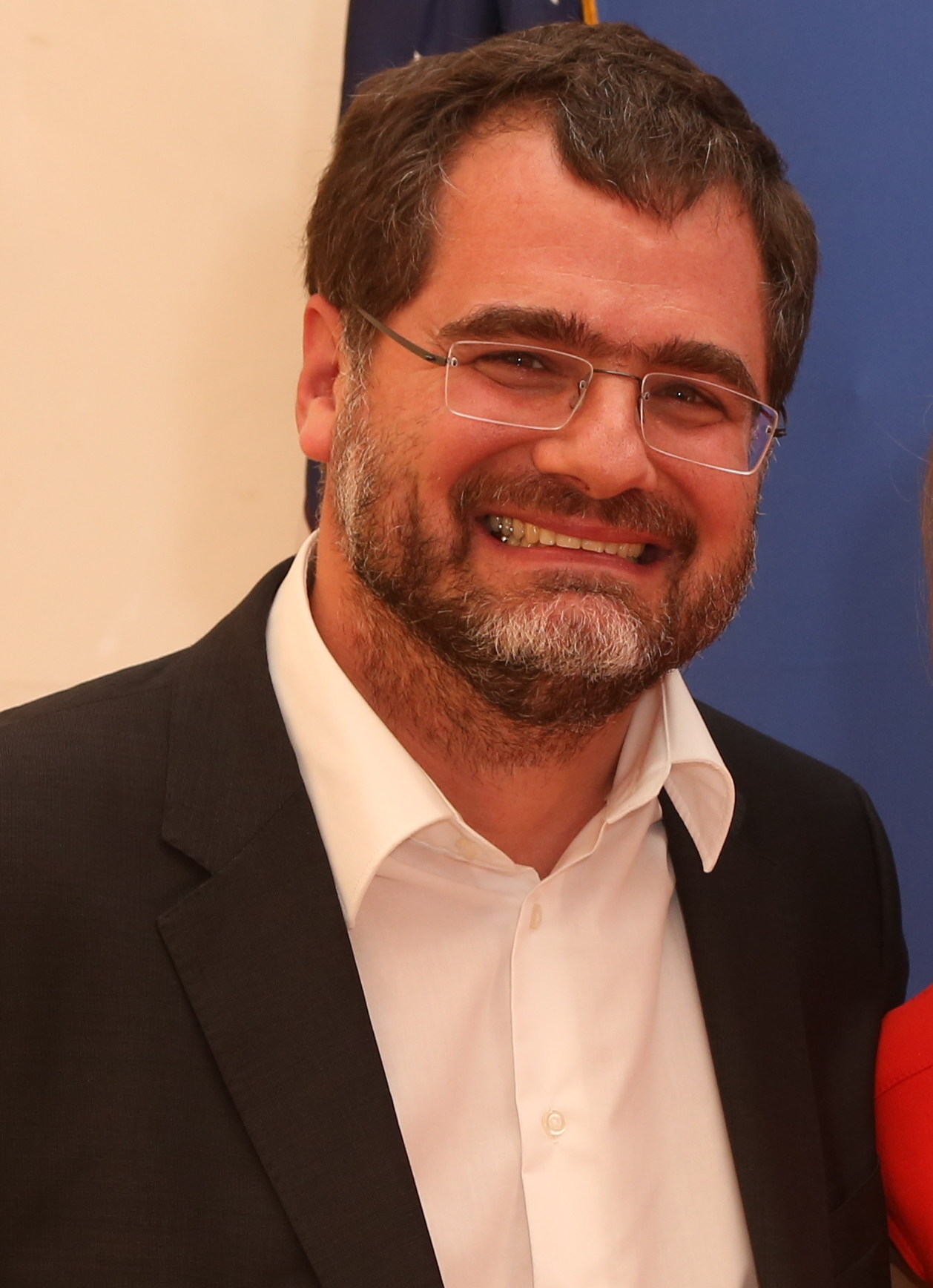
Wolfgang Schmidt, actuel ministre en fonction depuis 2021

| Nom                                                                                            | Nom                  | Mandat     | Mandat      | Parti | Cabinet(s)                | Autre fonction      |
| ---------------------------------------------------------------------------------------------- | -------------------- | ---------- | ----------- | ----- | ------------------------- | ------------------- |
|                                                                                                | Robert Tillmanns     | 20/10/1953 | 12/11/1955  | CDU   | Adenauer II               |                     |
|                                                                                                | Franz Josef Strauß   | 20/10/1953 | 12/10/1955  | CSU   | Adenauer II               |                     |
|                                                                                                | Hermann Schäfer      | 20/10/1953 | 16/10/1956  | FDP   | Adenauer II               |                     |
|                                                                                                | Waldemar Kraft       | 20/10/1953 | 16/10/1956  | BHE   | Adenauer II               |                     |
|                                                                                                | Heinrich Krone       | 14/11/1961 | 13/07/1964  | CDU   | Adenauer IV et V Erhard I |                     |
|                                                                                                | Ludger Westrick      | 16/06/1964 | 30/11/1966  | CDU   | Erhard I et II            | Directeur de la BK* |
|                                                                                                | Horst Ehmke          | 22/10/1969 | 15/12/1972  | SPD   | Brandt I                  | Directeur de la BK  |
|                                                                                                | Egon Bahr            | 15/12/1972 | 07/05/1974  | SPD   | Brandt II                 |                     |
|                                                                                                | Werner Maihofer      | 15/12/1972 | 07/05/1974  | FDP   | Brandt II                 |                     |
|                                                                                                | Wolfgang Schäuble    | 15/11/1984 | 21/04/1989  | CDU   | Kohl II et III            | Directeur de la BK  |
|                                                                                                | Rudolf Seiters       | 21/04/1990 | 18/01/1991  | CDU   | Kohl III                  | Directeur de la BK  |
|                                                                                                | Hans Klein           | 21/04/1990 | 18/01/1991  | CSU   | Kohl III                  | Chef du BPA*        |
|                                                                                                | Sabine Bergmann-Pohl | 03/10/1990 | 18/01/1991  | CDU   | Kohl III                  |                     |
|                                                                                                | Günther Krause       | 03/10/1990 | 18/01/1991  | CDU   | Kohl III                  |                     |
|                                                                                                | Lothar de Maizière   | 03/10/1990 | 19/12/1990  | CDU   | Kohl III                  |                     |
|                                                                                                | Rainer Ortleb        | 03/10/1990 | 18/01/1991  | FDP   | Kohl III                  |                     |
|                                                                                                | Hansjoachim Walther  | 03/10/1990 | 18/01/1991  | DSU   | Kohl III                  |                     |
|                                                                                                | Friedrich Bohl       | 18/01/1991 | 26/10/1998  | CDU   | Kohl IV et V              | Directeur de la BK  |
|                                                                                                | Bodo Hombach         | 27/10/1998 | 31/07/1999  | SPD   | Schröder I                | Directeur de la BK  |
|                                                                                                | Thomas de Maizière   | 22/11/2005 | 27/10/2009  | CDU   | Merkel I                  | Directeur de la BK  |
|                                                                                                | Ronald Pofalla       | 28/10/2009 | 17/12/2013  | CDU   | Merkel II                 | Directeur de la BK  |
|                                                                                                | Peter Altmaier       | 17/12/2013 | 14/03/2018  | CDU   | Merkel III                | Directeur de la BK  |
|                                                                                                | Helge Braun          | 14/03/2018 | 08/12/2021  | CDU   | Merkel IV                 | Directeur de la BK  |
|                                                                                                | Wolfgang Schmidt     | 08/12/2021 | 06/05/2025  | SPD   | Scholz                    | Directeur de la BK  |
|                                                                                                | Thorsten Frei        | 06/05/2025 | En fonction | CDU   | Merz                      | Directeur de la BK  |
| * BK : Chancellerie fédérale * BPA : office de presse et d’information du Gouvernement fédéral |                      |            |             |       |                           |                     |

## Ressources